# Ceruchus yangi
Ceruchus yangi là một loài bọ cánh cứng trong họ Lucanidae. Loài này được Huang Imura & Chen mô tả khoa học năm 2011.